# Песочный человек (сериал)
«Песочный человек» (англ. The Sandman) — американский фэнтезийный телесериал от Netflix, основанный на одноимённом комиксе Нила Геймана. Главные роли в нём сыграли Том Старридж, Бойд Холбрук, Вивьен Ачеампонг, Пэттон Освальт. Премьерный показ первого сезона начался 5 августа 2022 года, показ второго и последнего сезона — 3 июля 2025 года. «Песочный человек» получил главным образом положительные отзывы критиков.

## Сюжет
Литературной основой сценария стал одноимённый комикс Нила Геймана. Его герой — повелитель царства снов Морфей, который попадает в плен к колдуну Родерику Бёрджессу, но позже вырывается на свободу.

## В ролях
- Том Старридж — Морфей / Сон
- Гвендолин Кристи — Люцифер
- Вивьен Ачеампонг — Люсьен
- Дейзи Хэд — Джуди Талбот
- Чарльз Дэнс — Родерик Бёрджесс
- Бойд Холбрук — Коринфянин
- Асим Чаудри — Авель
- Санджив Бхаскар — Каин
- Кирби Хауэлл-Баптист — Смерть
- Дженна Коулман — Джоанна Константин
- Джоэли Ричардсон — Этель Криппс
- Дэвид Тьюлис — Джон Ди / Доктор Судьба
- Стивен Фрай — Гилберт / Поляна Скрипача(Фиддлерс Грин)
- Сэм Хэзелдайн — Барнаби
- Мейсон Александр Парк — Страсть / Желание
- Донна Престон — Страдание / Отчаяние
- Марк Хэмилл — Мервин Тыквоголовый

## Создание и релиз
Первые попытки экранизировать «Песочного человека» Геймана относятся к 1991 году. Netflix подписал контракт на производство сериала в июне 2019 года, а съемки начались в октябре 2020 года — позже, чем было запланировано, из-за пандемии коронавируса. Главную роль получил Том Старридж. В январе 2021 года стало известно, что к проекту присоединился Тэрон Эджертон.
Премьера сериала состоялась в августе 2022 года. Тогда же в СМИ появились сообщения о начале работы над вторым сезоном. Продление шоу было официально подтверждено в ноябре того же года, 3 июля 2025 года начался показ второго сезона.

## Список эпизодов
| Сезон | Серии | Серии | Даты показа     | Даты показа     |
| ----- | ----- | ----- | --------------- | --------------- |
| 1     | 11    | 10    | 5 августа 2022  | 5 августа 2022  |
| 1     | 11    | 1     | 19 августа 2022 | 19 августа 2022 |
| 2     | 12    | 6     | 3 июля 2025     | 3 июля 2025     |
| 2     | 12    | 5     | 24 июля 2025    | 24 июля 2025    |
| 2     | 12    | 1     | 31 июля 2025    | 31 июля 2025    |

### Сезон 1 (2022)
| 1                  | «Сон праведника» «Sleep of the Just»                                  | Майк Баркер                | Нил Гейман, Дэвид Гойер и Аллан Хейнберг | 5 августа 2022  |
| 2                  | «Несовершенные хозяева» «Imperfect Hosts»                             | Джейми Чайлдс              | Аллан Хейнберг                           | 5 августа 2022  |
| 3                  | «Помечтай обо мне» «Dream a Little Dream of Me»                       | Джейми Чайлдс              | Джим Камполонго                          | 5 августа 2022  |
| 4                  | «Надежда в аду» «A Hope in Hell»                                      | Джейми Чайлдс              | Остин Гузман                             | 5 августа 2022  |
| 5                  | «24/7»                                                                | Джейми Чайлдс              | Амени Роша                               | 5 августа 2022  |
| 6                  | «Звук ее крыльев» «The Sound of Her Wings»                            | Майрзи Алмас               | Лорен Белло                              | 5 августа 2022  |
| 7                  | «Кукольный дом» «The Doll's House»                                    | Андрес Баис                | Хизер Беллсон                            | 5 августа 2022  |
| 8                  | «Игровой дом» «Playing House»                                         | Андрес Баис                | Александр Ньюман-Вайс                    | 5 августа 2022  |
| 9                  | «Коллекционеры» «Collectors»                                          | Корали Фаржа               | Ванесса Джеймс Бентон                    | 5 августа 2022  |
| 10                 | «Потерянные сердца» «Lost Hearts»                                     | Луиз Хупер                 | Джей Франклин                            | 5 августа 2022  |
| Специальный эпизод |                                                                       |                            |                                          |                 |
| 11                 | «Мечта тысячи кошек / Каллиопа» «Dream of a Thousand Cats / Calliope» | Хиско Хульсинг, Луиз Хупер | Кэтрин Смит-Макмаллен                    | 19 августа 2022 |

### Сезон 2 (2025)
| Часть 1            |    |                                                                                         |               |                             |              |
| 12                 | 1  | «Сезон туманов» «Season of Mists»                                                       | Джейми Чайлдс | Аллан Хейнберг              | 3 июля 2025  |
| 13                 | 2  | «Правитель ада» «The Ruler of Hell»                                                     | Джейми Чайлдс | Амени Розжа                 | 3 июля 2025  |
| 14                 | 3  | «Больше дьяволов, чем может вместить огромный ад» «More Devils Than Vast Hell Can Hold» | Джейми Чайлдс | Александр Уайз              | 3 июля 2025  |
| 15                 | 4  | «Короткие жизни» «Brief Lives»                                                          | Джейми Чайлдс | Остин Гузман                | 3 июля 2025  |
| 16                 | 5  | «Песня Орфея» «The Song of Orpheus»                                                     | Джейми Чайлдс | Шади Петозки                | 3 июля 2025  |
| 17                 | 6  | «Кровь семьи» «Family Blood»                                                            | Джейми Чайлдс | Джим Камполонго             | 3 июля 2025  |
| Часть 2            |    |                                                                                         |               |                             |              |
| 18                 | 7  | «Время и ночь» «Time and Night»                                                         | Джейми Чайлдс | Ванесса Джеймс Бентон       | 24 июля 2025 |
| 19                 | 8  | «Топливо для огня» «Fuel for the Fire»                                                  | Джейми Чайлдс | Джей Франклин               | 24 июля 2025 |
| 20                 | 9  | «Добродетели» «The Kindly Ones»                                                         | Джейми Чайлдс | Грег Гётц                   | 24 июля 2025 |
| 21                 | 10 | «Долгая жизнь королю» «Long Live the King»                                              | Джейми Чайлдс | Марина Марленс              | 24 июля 2025 |
| 22                 | 11 | «Сказка о грациозных концах» «A Tale of Graceful Ends»                                  | Джейми Чайлдс | Аллан Хейнберг              | 24 июля 2025 |
| Специальный эпизод |    |                                                                                         |               |                             |              |
| 23                 | 12 | «Смерть: высокая цена жизни» «Death: The High Cost of Living»                           | Джейми Чайлдс | Аллан Хейнберг и Нил Гейман | 31 июля 2025 |

## Оценки
Сериал получил главным образом положительные отзывы. Рецензенты отмечают удачный кастинг, бережное отношение к первоисточнику, атмосферность экранизации. Некоторые критики называют минусы — архаичность спецэффектов, нехватку сюрреалистичности, отдельные спорные решения, связанные с подбором актёров.
На сайте-агрегаторе отзывов Rotten Tomatoes «Песочный человек» получил рейтинг 87 % при средней оценке 7,6 из 10. По мнению рецензентов с этого ресурса сериал «качественно адаптирует классику, которую, как утверждалось, нельзя экранизировать». На сайте Metacritic шоу получило 66 баллов из 100, что указывает на «в целом положительные отзывы». Амелия Эмберуинг из IGN оценила его на 9 баллов из 10, высоко оценив игру актеров (особенно Старриджа) и качество адаптации исходного материала. Ребекка Николсон из Guardian поставила сериалу четыре звезды из пяти, а эпизод «24/7» назвала одним из лучших эпизодов года. Джуди Берман из Time назвала «Песочного человека» «одной из лучших экранизаций комиксов для малого экрана» в истории жанра. Глен Уэлдон из NPR высоко оценил визуальные эффекты и игру актёров — в первую очередь Старриджа, который, по его мнению, смог показать противоречивый характер Морфеуса, спрятанный «под его бесстрастной внешностью — его надменность, его уязвимость, его жесткость, его стремление к единству. А также его хрупкий гнев, его способность… смеяться над самим собой».
Яна Мюррей в рецензии для GQ похвалила игру Дэвида Тьюлиса и назвала созданный им образ Джона Ди «самым выдающимся в сериале». Кэролайн Фрэмке из Variety высоко оценила сюжет и развитие повествования, но раскритиковала некоторые визуальные эффекты и использование компьютерных изображений. «Песочный человек» был признан одним из 10 лучших телешоу 2022 года по версиям Entertainment.ie и Los Angeles Times, причём во втором случае его назвали «мерцающим, волшебным, трогательным шедевром, который не поддается описанию». Collider признал «Песочного человека» одним из лучших новых телешоу года, вводящим зрителя в «богатый, многослойный, чарующий мир чистого воображения».
Карама Хорн из TheWrap назвала сериал «визуально потрясающим», похвалила костюмы, звук и игру актёров, но раскритиковала скорость повествования. Сэм Барсанти из The A.V.Club поставил шоу оценку «В», назвав его «типичным фэнтезийным сериалом», который слишком верен первоисточнику. Брайан Лоури из CNN отметил, что «тщательная проработка деталей» экранизируемого комикса удовлетворит его фанатов. Пишущая для The Hollywood Reporter Энджи Хан высказала мнение, что сериал «отдаёт предпочтение точности перед креативностью», а этого недостаточно, «чтобы стать классикой». «Трудно не заметить, — написала она, — что для сериала о том, как мечты разжигают творческий потенциал, вдохновляют нас на лучшее или на худшее, меняют ход жизни или вселенной, самому „Песочному человеку“ не хватает воображения». Келли Лоулер из USA Today оценила шоу только на 1,5 балла из 4, назвав первый сезон «полным провалом» и раскритиковав сюжет — «нагромождение историй и настроений, случайным образом наложенных друг на друга».